# Kašubové
Kašubové (kašubsky Kaszëbi, polsky Kaszubi, německy Kaschuben) jsou západoslovanský národ (podle Poláků západoslovanská etnická skupina), která se odvozuje od Pomořanů osídlivších Gdaňské Pomoří i východní část Západního Pomoří. Dělí se na větší množství etnografických podskupin, které se liší kulturně i jazykově (seznam polských – kašubských pojmenování těchto podskupin: Bylacy – Bëlôcë, Gachy – Gôchë, Józcy – Józcë, lub Mucnicy – Mùcnicë, Krubanie – Krëbane, Lesacy – Lesôcë, Morzanie – Mòrzanie, Rybaki – Rëbôcë, Zaboracy – Zabòrôcë).

## Vnímání Kašubů
V polské společnosti převládá vnímání Kašubů jakožto etnické podskupiny polského národa. Toto rozdělení značně komplikuje také definici celé skupiny Kašubů – podle sčítání lidu z roku 2002 se přihlásilo ke kašubské národnosti asi 5100 obyvatel (polská vláda tuto národnost neuznala a vyškrtla ji z oficiálních výsledků, podobně jako národnost slezskou). Většina Kašubů ovšem deklaruje sama sebe jako obyvatele národnosti polské a etnické příslušnosti kašubské, přičemž počet etnických Kašubů se odhaduje na 500 000. Kašubštinu z nich aktivně používá ovšem pouze asi 50 000 osob, asi 5 % Kašubů pak používá jako rodný jazyk němčinu. Průzkum provedený v letech 1986–1989 zjistil, že v Kašubsku bydlí 368 000 Kašubů a 119 000 Polokašubů.

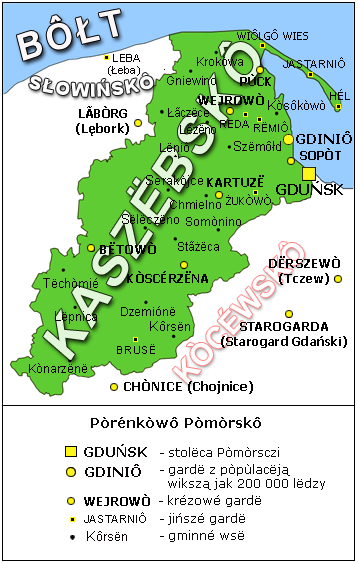
Kašubsko, historické území Kašubů

Většina Kašubů žije v Kašubsku, malá část je rozptýlena po Polsku, významné diaspory existují v Německu, Kanadě a Spojených státech amerických.

## Historie Kašubů
První známý výskyt pojmenování Kašubové v historických dokumentech pochází z 19. března 1238: v dokumentu papeže Řehoře IX. je zápodomořský kníže titulován jako duce Cassubie (kníže Kašubů). Na památku toho se v Pomoří řadu let slaví na 19. března Den jednoty Kašubů (Dzień Jedności Kaszubów). Barnim III. Veliký (1320-1368) oficiálně používal titul kníže Kašubů. V roce 1906 byl ve vsi Wdzydze Kiszewskie zbudován Kašubský etnografický park (Kaszubski Park Etnograficzny), nejstarší polský skanzen. Jeho tvůrci byli Izydor a Teodora Gulgowští.
Vývoj Kašubů a jejich kultury byl značně ovlivněn tím, že se nacházeli v pohraniční oblasti, o kterou spolu po staletí zápasilo Polsko se Svatou říší římskou (resp. později Pruskem a Německem). Kašubské teritorium bylo v průběhu historie různě děleno, či obsazováno nebo dobýváno dotčenými státy, řada Kašubů ztrácela svoji kulturní identitu a podléhala germanizaci, či polonizaci, z části přirozené, části vynucené. Mnoho polských, pruských i německých vojevůdců mělo kašubské předky – řada z nich se ale ke svému původu nehlásila.
Kašubské národní hnutí má dlouholetou tradici, byť nenáleží k hlavnímu proudu Kašubsko-pomořského hnutí. Za slovanský národ odlišný od polského považoval Kašuby např. Florian Ceynowa, tuto myšlenku po něm převzali tzv. Zrzeszeńcy, kteří byli pro tyto své postoje perzekvováni ze strany komunistických úřadů. Ty je obviňovaly ze separatistických tendencí, šlo však o prefabrikovaná obvinění – kašubské národní hnutí nikdy neusilovalo o odtržení Kašubska od Polska, šlo mu jen o rozvoj kašubštiny a uchovávání tradic jejich národa.

## Známí Kašubové
- Józef Borzyszkowski (* 1946) historik, politik

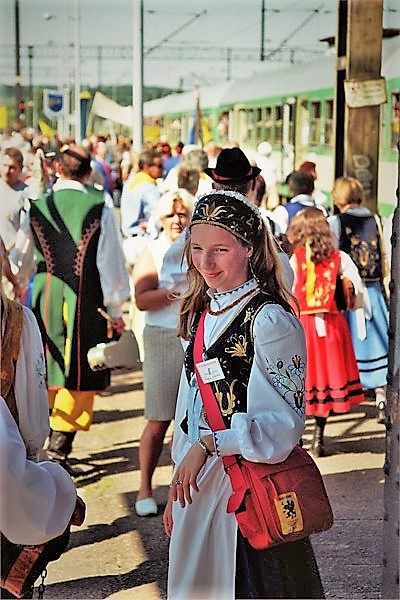
Dívka v kašubském národním kroji, národní sjezd Kašubů Łeba (2005).

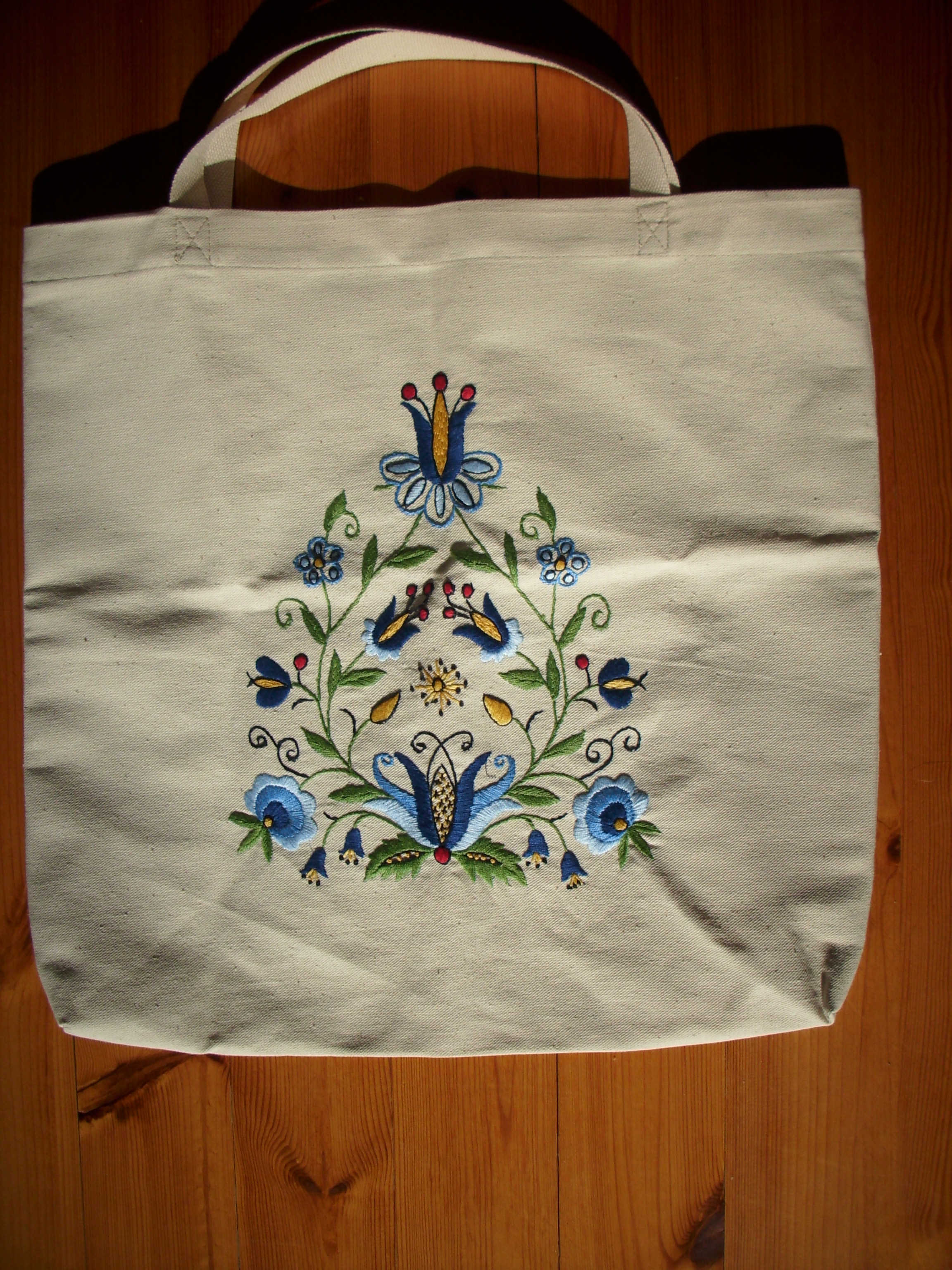
Kašubská výšivka

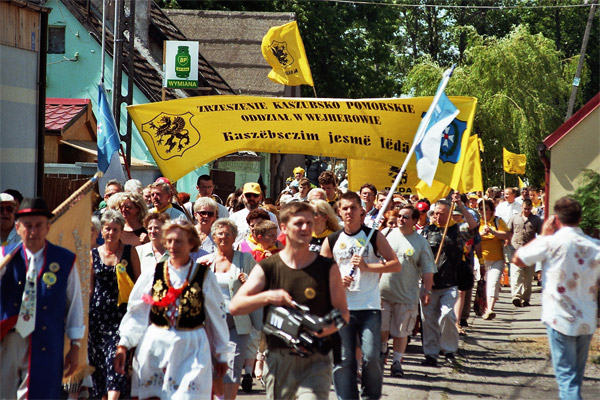
Sjezd Kašubů, Łeba (2005)

- Florian Ceynowa (1817–1881) politický aktivista, spisovatel, lingvista, a revolucionář
- Hieronim Derdowski (1852–1902) básník, humorista, novinář
- Konstantyn Dominik (1870–1942) římskokatolický biskup
- Jan Drzeżdżon (1937–1992) romanopisec
- Günter Grass (1927–2015) německý spisovatel, nositel Nobelovy ceny za literaturu
- Teodora Gulgowska roz. Fethke (1860–1959) malíř, spoluzakladatel prvního muzea pod širým nebem v Polsku
- Izydor Gulgowski (1874–1925) spoluzakladatel prvního muzea pod širým nebem v Polsku
- Franciszek Grucza (1911–1993) spisovatel, překladatel
- Stanisław Janke (* 1956) básník, romanopisec, překladatel
- Marian Jeliński (* 1949) překladatel, spisovatel
- Gerard Labuda (1916–2010) historik
- Aleksander Majkowski (1876–1938) autor, publicista, kulturní aktivista
- Marian Mokwa (1889–1987) námořní malíř, cestovatel, sociální aktivista
- Henryk Muszyński (* 1933) arcibiskup metropolita hnězdenský, polský primas
- Alojzy Nagel (1930–1998) básník
- Augustyn Necel (1902–1976) romanopisec
- David Shulist (* 1951) kulturní organizátor
- Jerzy Stachurski (* 1953) básník
- Danuta Stenka (* 1961) herečka
- Abdon Stryszak (1908–1995) profesor veterinárního lékařství
- Bernard Sychta (1907–1982) kněz, kašubský jazykovědec a etnograf
- Jón Trepczik (1907–1989) básník, píseň-spisovatel
- Donald Tusk (* 1957) historik, politik, ministerský předseda, předseda Evropské rady
- Józef Wojciech Gruba (* 1968) kněz, pallotin, fulnecký kaplan[4]
  - Walter Hoeft, kněz popravený během 2. světové války[5]

## Významní badatelé zabývající se Kašuby
- Aleksander Hilferding
- Friedhelm Hintze
- Ryszard Kukier
- Friedrich Lorentz
- Krzysztof Celestyn Mrongovius
- Hanna Popowska-Taborska
- Stefan Ramułt
- Bożena Stelmachowska
- Bernard Sychta
- Aleksandr Hilferding